# Andrea Di Paola
| (7499) L’Aquila                     | 24. Juli 1996     |
| (10589) 1996 OM2                    | 23. Juli 1996     |
| (10590) 1996 OP2                    | 24. Juli 1996     |
| (11620) 1996 OE2                    | 23. Juli 1996     |
| (21337) 1997 BN9                    | 17. Januar 1997   |
| (22451) 1996 VN6                    | 13. November 1996 |
| (46673) 1996 OL2                    | 23. Juli 1996     |
| (65845) 1997 AK22                   | 14. Januar 1997   |
| (100514) 1997 AB24                  | 15. Januar 1997   |
| (100515) 1997 AM24                  | 15. Januar 1997   |
| - alle zusammen mit Andrea Boattini |                   |

Andrea Di Paola (* 1970) ist ein italienischer Astronom und Asteroidenentdecker, der am Osservatorio Astronomico di Roma arbeitet.
Seit seinem Einstieg in die Astronomie im Jahre 1996 entdeckte er zusammen mit Andrea Boattini insgesamt 11 Asteroiden.
Er ist der Mitentdecker der Supernova SN 2002cv und, als Mitglied des CINEOS-Teams, des periodischen Kometen 167P/CINEOS.
Der Asteroid (27130) Dipaola wurde nach ihm benannt.

## Quelle
- Lutz D. Schmadel: Dictionary of Minor Planet Names. 5th ed. Springer, Berlin 2003, ISBN 3-540-00238-3 (engl.) [Voransicht bei Google Book Search]